# Blood Dolls
Pour plus de détails, voir Fiche technique et Distribution.
Blood Dolls est une comédie horrifique américain réalisé par Charles Band, sorti en 1999.

## Synopsis
Homme d'affaires ruiné, Virgil Travis transforme une avocate, un procureur et un juge en poupées tueuses, dans le but de se venger des trois financiers qui l'ont mis sur la paille.

## Fiche technique
- Titre : Blood Dolls
- Réalisation : Charles Band
- Scénario : Charles Band
- Production : Charles Band, Kirk Edward Hansen, Dana Scanlan, Donald Kushner, Peter Locke (en) et James R. Moder
- Société de production : Full Moon
- Musique : Ricardo Bizzetti
- Photographie : Thomas L. Callaway (en)
- Montage : Steven Nielson
- Décors : Steve Ralph
- Costumes : Joyce Westergaard
- Pays de production : États-Unis
- Format : Couleurs - 1,85:1 - Dolby Digital - 35 mm
- Genre : Comédie horrifique et fantastique
- Durée : 84 minutes
- Date de sortie :
  - États-Unis : 31 août 1999
- Interdit aux moins de 12 ans

## Distribution
- Jack Maturin : Virgil Travis
- Debra Mayer : Moira Yulin
- William Paul Burns : Mr Mascaro
- Warren Draper : Harrison Yulin
- Nicholas Worth : George Warbeck
- Jodie Fisher : Mercy Shaw
- Phil Fondacaro : Hylas
- Naomi McClure : Cindy Agami
- Jack Forbes : Squires
- Jason Pace : Howard Loftus
- J. Paradee : Shirley
- Venesa Talor : Cotton Baby
- Yvette Lera : Razor Baby
- Persia White : Black Baby

## Autour du film
- Le personnage de Mr Mascaro est la version humaine du démon Jack in the Box, présent dans le film Jouets démoniaques (1992).
- Débutée en 1985 sur The Dungeonmaster, la collaboration entre l'acteur Phil Fondacaro et le cinéaste s'est poursuivie sur Meridian (1990), Dollman vs. Demonic Toys (1993), The Creeps (1997), Decadent Evil (2005) ou Evil Bong (2006).